# Callicebus caligatus
Callicebus caligatus är en däggdjursart som först beskrevs av Wagner 1842.  Callicebus caligatus ingår i släktet springapor och familjen Pitheciidae. IUCN kategoriserar arten globalt som livskraftig. Inga underarter finns listade.
Honor är med en kroppslängd (huvud och bål) av 30 till 39 cm och en svanslängd av 38,5 till 46  cm lite mindre än hannar. Samma värden för exemplar av hankön är 31 till 41 cm respektive 38 till 47,6 cm. Artens vikt är ungefär 800 g. Håren som bildar pälsen på ovansidan och på extremiteternas utsida har rödbruna och mörkbruna avsnitt och pälsfärgen är därför mörk agouti. Kinderna, hakan, strupen, extremiteternas insida och undersidan är däremot röda och på huvudets topp förekommer svart päls. Händer och fötter är rödbruna eller svarta.
Denna springapa förekommer i nordvästra Brasilien i delstaten Amazonas söder om Amazonfloden. Arten vistas där i olika slags skogar. Callicebus caligatus äter frukter, frön, blad och insekter. Ett föräldrapar bildar med sina ungar en flock som rör sig i ett revir med en radie på 1,5 till 30 km.